# Maizières (Pas-de-Calais)
Maizières település Franciaországban, Pas-de-Calais megyében. Lakosainak száma 204 fő (2022. január 1.). Maizières Averdoingt, Ambrines, Gouy-en-Ternois, Magnicourt-sur-Canche, Penin és Sars-le-Bois községekkel határos.

## Népesség
A település népességének változása:
| Lakosok száma | 176  | 182  | 191  | 193  | 195  | 202  | 203  | 203  | 204  |
|               | 2013 | 2015 | 2016 | 2017 | 2018 | 2019 | 2020 | 2021 | 2022 |